# Mahamadou Souley
Mahamadou Souley Salamoun (ur. 18 lutego 1995 w Arlit) – nigerski piłkarz grający na pozycji środkowego obrońcy. Od 2023 jest zawodnikiem klubu Gombe United FC.

## Kariera klubowa
Swoją karierę piłkarską Souley rozpoczął w klubie AS GNN. W sezonie 2012/2013 zadebiutował w jego barwach w pierwszej lidze nigerskiej. Grał w nim do 2019 roku. Wywalczył z nim mistrzostwo Nigru w sezonie 2013/2014, dwa wicemistrzostwa w sezonach 2012/2013 i 2017/2018 oraz Puchar Nigru w 2018 roku. W latach 2019–2021 był zawodnikiem AS SONIDEP, a w 2021 roku wyjechał do Nigerii i został zawodnikiem klubu Katsina United FC. W 2023 przeszedł do Gombe United FC.

## Kariera reprezentacyjna
W reprezentacji Nigru Souley zadebiutował 6 lipca 2013 w przegranym 0:1 meczu Mistrzostw Narodów Afryki 2014 z Burkiną Faso, rozegranym w Wagadugu.